# Henrique Dodsworth
Henrique de Toledo Dodsworth Filho (Rio de Janeiro, 1895 — Rio de Janeiro, 1975) foi um médico, advogado e político brasileiro.
Filho de Henrique de Toledo Dodsworth e de D. Maria Luísa Franco, era neto do 2.º barão de Javari e do barão de Pedro Afonso, sobrinho-neto da baronesa de Tefé, D. Maria Luísa Dodsworth von Hoonholtz, esposa do barão de Tefé; e sobrinho da condessa de Frontin, D. Maria Leocádia Dodsworth de Frontin, casada com o engenheiro Paulo de Frontin, conde de Frontin. Também era bisneto do conselheiro Joaquim Floriano de Toledo, coronel da Guarda Nacional, que foi presidente da província de São Paulo por seis vezes, e de D. Luísa Engrácia da Silva Freire, esta membro da tradicional família Silva Freire, de São Paulo. 
Nasceu na Rua do Catete, no Instituto Vacínico Municipal do Rio (que depois fundiu-se com a Fundação Oswaldo Cruz, em 1922), instituto este, que foi fundado por seu avô, o barão de Pedro Afonso, e dirigido por seu pai, Henrique de Toledo Dodsworth. Cursou Direito e Medicina, paralelamente, diplomando-se respectivamente em 1915 e 1916. Sobrinho do engenheiro Paulo de Frontin, conde de Frontin, foi nomeado chefe de gabinete do tio, enquanto este foi interventor do então Distrito Federal.
Apoiou a Revolução Constitucionalista de 1932 e foi eleito deputado federal, em 1933 e 1935. Foi interventor do então Distrito Federal, de 11 de novembro de 1937 a 3 de novembro de 1945. Também foi professor catedrático do conceituado Colégio Pedro II. Foi presidente do Banco da Prefeitura do Distrito Federal.. Em 1945 era o Embaixador do Brasil em Lisboa, Portugal.
Durante o período em que foi interventor do Distrito Federal, que na época correspondia a cidade do Rio de Janeiro, seu governo foi marcado por grandes obras e reurbanização de regiões do centro da cidade. A abertura da avenida Presidente Vargas, uma das mais famosas do Rio de Janeiro, o início das obras do Maracanã e a Autoestrada Grajaú- Jacarepaguá também foram feitos do político. Ele permaneceu no cargo durante todo o período Estado Novo.
É nome de uma avenida e de uma Escola Municipal, na cidade do Rio de Janeiro.